# Eugène Le Roux (peintre)
Ne doit pas être confondu avec Eugène Prosper Leroux.
Louis Eugène Le Roux, né  le 28 septembre 1833 à Paris, et mort dans la même ville le 24 janvier 1905, est un peintre français spécialisé dans les scènes de genre.

## Biographie
Fils des parisiens Louis Le Roux et Antoinette Prévost, Eugène Le Roux est l'élève de François-Édouard Picot à l'École des beaux-arts de Paris où il est entré le 3 avril 1851. Il a été médaillé en 1864 pour sa toile Le Nouveau-né, et a remporté la médaille de 3e classe au Salon de 1873, et de 2e classe au Salon de 1875. Parmi ses premières toiles on trouve des scènes de genre inspirées de la Bretagne.
Engagé volontaire en septembre 1870, il est grièvement blessé durant la bataille de Buzenval. Il est nommé chevalier de la Légion d'honneur à titre militaire le 7 septembre 1871, ayant fait partie du corps franc des tirailleurs de la Seine.
Pendant la Commune de Paris, à la suite de l'« Appel aux artistes » de Gustave Courbet du 7 avril 1871, les artistes ont souhaité créer une Fédération des artistes avec une commission de 47 membres dont seize peintres, dix sculpteurs, cinq architectes, six graveurs et lithographes. L'élection au scrutin de liste a eu lieu dans la salle grecque du musée du Louvre le 17 avril. Le Journal officiel de la Commune du 22 avril donne les noms des seize peintres élus, dont celui d'Eugène Leroux. Certaines personnalités aux sympathies républicaines ont été élues à leur insu et sans leur approbation car absents de Paris. D'autres ont démissionné comme Eugène Leroux. Celui-ci explique sa démission dans une lettre du 17 avril 1871 : « Je viens de lire, avec le plus grand étonnement, mon nom dans une liste de candidats à la commission fédérative des artistes de Paris. Je refuse absolument l'honneur qu'on croit me faire ; je ne l'ai pas sollicité, je n'ai jamais assisté à aucune des réunions des artistes fédérés. Je n'ai pas manifesté l'ambition de faire partie d'un jury et, dans les circonstances présentes, encore moins que jamais. Ce n'est pas quand nos confrères sont absents, quand tous les amateurs sont éloignés de Paris, que des artistes peuvent sérieusement songer à formuler librement leur constitution ou organiser une exposition. » Les membres réellement actifs ont été au nombre de 18. Le comité a formé trois sous-commissions qui vont se préoccuper du personnel du musée du Louvre et de la sauvegarde des collections.
Il a été professeur de dessin aux lycées Charlemagne, Janson-de-Sailly et Carnot.
Marié, il avait épousé Jeanne Berthe Couturier.

## Distinctions
- Chevalier de la Légion d'honneur (1871).

## Œuvres

### Œuvres dans les collections publiques

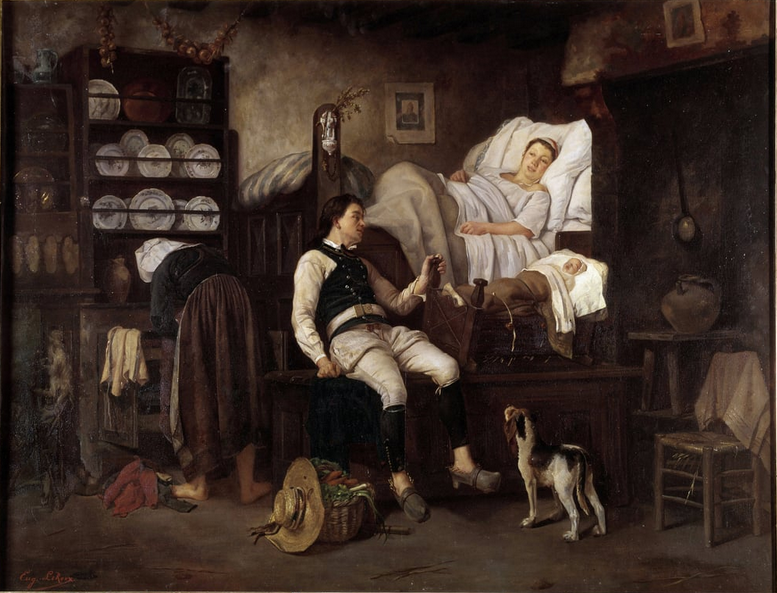
Le Nouveau-né, intérieur bas-breton, vers 1864, musée d'Orsay.

- Lille, palais des Beaux-Arts : Servante bretonne, 1865, huile sur toile[7].
- Limoges, musées des Beaux-Arts : La Bouillie, 1866, huile sur toile.
- Londres, British Museum, Ambulance privée pendant le siège de Paris 1870-1871, après 1875, gravure d'après sa peinture[8].
- Paris, musée d'Orsay : Le Nouveau-né, intérieur bas-breton, vers 1864, huile sur toile[9].

### Œuvres exposées aux Salons
- 1861 : La Lettre de l'armée, intérieur breton.
- 1864 : Le Nouveau-né, intérieur bas-breton.
- 1865 : Servante bretonne ; La Bouillie, intérieur breton.
- 1868 : Avant l’ensevelissement, intérieur breton.
- 1869 : L'heureuse Mère ; La Prière, intérieur bas-breton.
- 1872 : Avant la confession.
- 1873 : La Carte à payer.
- 1874 : Au vieil Amateur.
- 1875 : Une Ambulance privée pendant le siège de Paris, 1870-1871.
- 1876 : La Lettre de recommandation.
- 1880 : L’Empereur Alexandre II de Russie donnant audience à l'honorable G. V. Fox, 1866.
- 1885 : Soir d'été.
- 1895 : Dans le verger.